# シルトリ
シルトリ（伊: Sirtori）は、イタリア共和国ロンバルディア州レッコ県にある、人口約2,800人の基礎自治体（コムーネ）。

## 地理

### 位置・広がり
レッコ県南部のコムーネ。県都レッコから南南西へ14km、コモから東南東へ21km、州都ミラノから北北東へ32kmの距離にある。

#### 隣接コムーネ
隣接するコムーネは以下の通り。
- バルザーゴ
- バルザノ
- カステッロ・ディ・ブリアンツァ
- ラ・ヴァッレッタ・ブリアンツァ
- ミッサーリア
- ヴィガノ

### 気候分類・地震分類
気候分類では、zona E, 2719 GGに分類される。
また、イタリアの地震リスク階級 (it) では、zona 3 (sismicità bassa) に分類される。

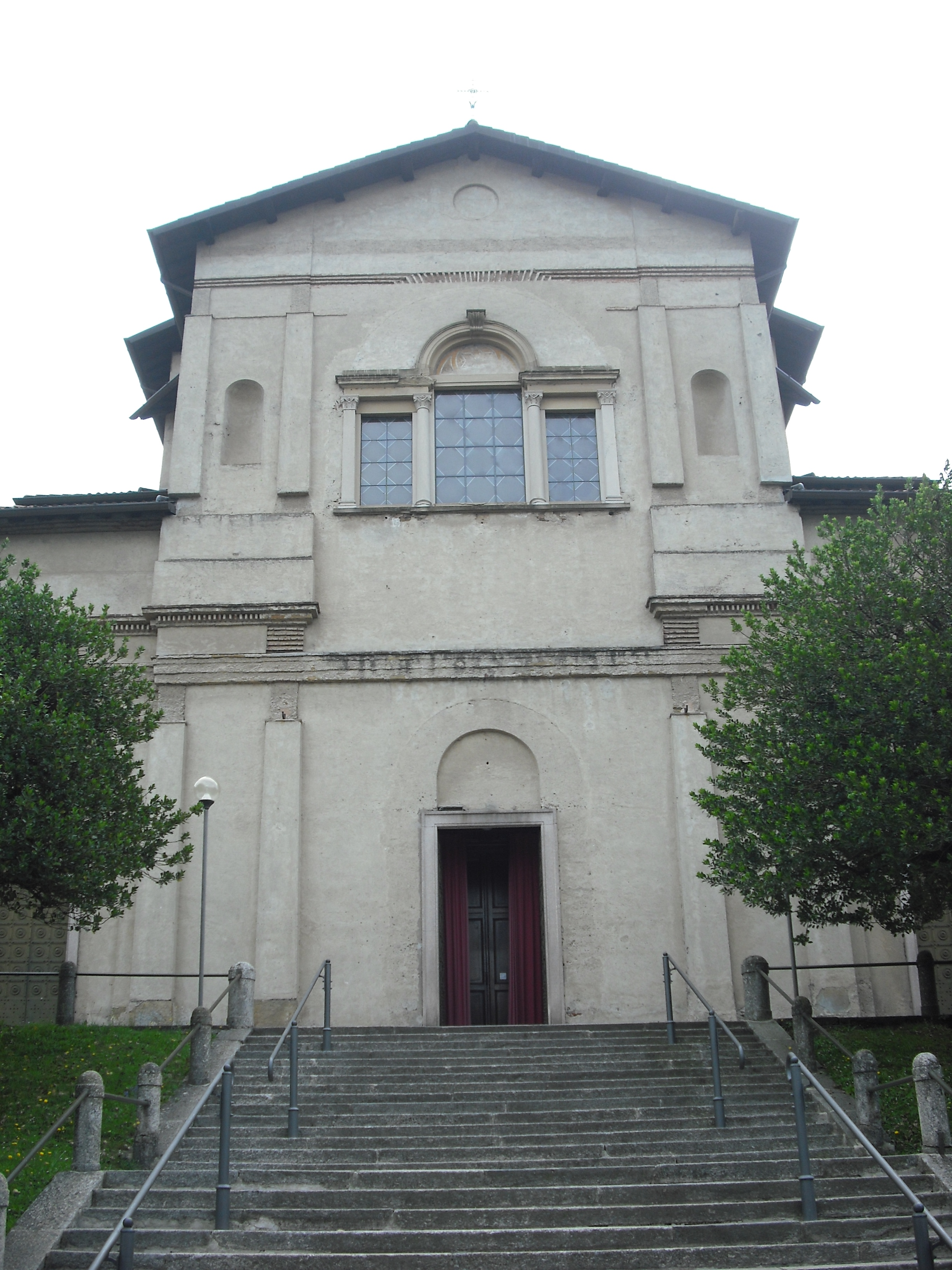
教区教会

## 行政

### 分離集落
シルトリには、以下の分離集落（フラツィオーネ）がある。
- Bevera, Ceregeallo, Crippa, Travecchia, Villa